# Pasota
Un pasota es una persona indiferente a las cuestiones que se debaten en la vida común de un entorno social. El término, de origen cheli, se popularizó en los primeros años 1980 en España, para denominar peyorativamente a individuos que se situaban deliberadamente tanto al margen del orden social establecido así como de los movimientos contraculturales y de lucha política del momento. Socialmente se atribuye a la figura del pasota la frase yo paso, para indicar que cierto tema le es indiferente.
Durante esos años, el término se utilizará a menudo para denominar a los jóvenes del post hippismo tardío español. Luego no se limitará a identificarlos sólo a ellos.
El vocablo aparece recogido actualmente en el Diccionario de la lengua española, así como en otras obras de referencia.